# Juan Sanz Zorita
Juan Sanz Zorita (Madrid, 26 de juliol de 1973) és un actor espanyol. Va començar a treballar com a actor el 2000 a la sèrie de TVE Raquel busca su sitio, a les sèries d'Antena 3 Policías, en el corazón de la calle o Manolito Gafotas, a les de Telecinco Hospital Central i Maneras de sobrevivir.
El 2001 va debutar al cinema amb Salvajes de Carlos Molinero, que li va valdre ser descobert per Enrique Urbizu. Aquest el va contractar el 2003 per fer La vida mancha. amb la que va guanyar un Premi Turia al millor actor novell i fou nominat a la mateixa categoria als Premis Goya i les Medalles del Cercle d'Escriptors Cinematogràfics de 2003. Després va continuar treballant a diferents pel·lícules com El calentito (2005), Obaba (2005), Lo mejor de mí (2007) i Una palabra tuya (2008).
També ha treballat a diverses sèries de televisió com Cuestión de sexo (2007), Hermanos y detectives (2009), i Tierra de lobos (2011).